# Bracquetuit
Bracquetuit – miejscowość i gmina we Francji, w regionie Normandia, w departamencie Sekwana Nadmorska.
Według danych na rok 1990 gminę zamieszkiwało 298 osób, a gęstość zaludnienia wynosiła 35 osób/km² (wśród 1421 gmin Górnej Normandii Bracquetuit plasuje się na 615. miejscu pod względem liczby ludności, natomiast pod względem powierzchni na miejscu 433.).